# E (DVD)
E är en DVD/VHS-samling av Eminems musikvideor. E utgavs den 12 december 2000.

## Låtlista
1. "Stan"
2. "The Way I Am"
3. "The Real Slim Shady"
4. "Role Model"
5. "Guilty Conscience"
6. "My Name Is"
7. "Just Don't Give A Fuck"
8. "Stan: Bakom scenen"
9. "The Mathers' Home"